# テーブル湾
テーブル湾（テーブルわん、英: Table Bay、アフリカーンス語: Tafelbaai）は、南アフリカ共和国のケープタウン近くにある湾。ケープ半島がここから南に延び、南端の喜望峰に至る。湾近くには、テーブル湾にちなみ命名されたテーブルマウンテンがそびえる。

## 歴史
はじめてこの地域を探検したヨーロッパ人はバルトロメウ・ディアスで、1488年に喜望峰を周航した。1503年にはポルトガルの航海士アントニオ・デ・サルダーニャが、ヨーロッパ人としてはじめて湾内に投錨した。サルダーニャはまた、記録に残るかぎりでテーブルマウンタンに登ったはじめての人物である。その後、湾はアグアダ・デ・サルダーニャ（サルダーニャの給水地点）と呼ばれるようになったが、1601年にオランダの航海士ヨリス・ファン・スピルベルゲンがテーブル湾と改称した。
停泊地として数世紀前から有名であるテーブル湾だが、北西からの強風にさらされるため良港とはいいがたい。17世紀から18世紀には、避難できる港を求めた多くの帆船が冬の嵐で湾内に流されてきた。
港湾として恵まれた立地とはいえないながらも、近くに良港が少ないこともあって、オランダ人の入植者はテーブル湾岸の開拓にこだわった。1652年4月6日、ヤン・ファン・リーベックがオランダ東インド会社 (VOC) の基地を設立し、グッドホープ砦という小さな砦が海沿いに築かれた。この入植地がケープタウンに発展した。
近隣のほかの湾も検討されたが、最も好適であるサルダーニャ湾は真水が得られず、サイモンズ湾は冬の強い西風と波のうねりからは守られているものの夏の南東風には弱く、ケープタウンからの陸路でのアクセスも難しかった。また、ハウト湾は小さく、南西からの波のうねりがあった。そのため、最終的にテーブル湾を埋め立てた上で、防波堤を築くことによって今日のケープタウン港が造成された。初代の防波堤は1860年に建設が開始され、アルフレート（のちのエディンバラ公）が最初の石を積んだ。今日、港の古い部分はビクトリア&アルフレッド・ウォーター・フロントと、新しく水深のより深い部分はダンカン・ドックとそれぞれ呼ばれる。ネルソン・マンデラが数十年にわたり投獄されていたロベン島は、この湾内にある。
1953年11月には、オランダのタンカー「スリートレヒト」号の原油流出事故があり、湾内の砂浜が汚染された。

## ギャラリー

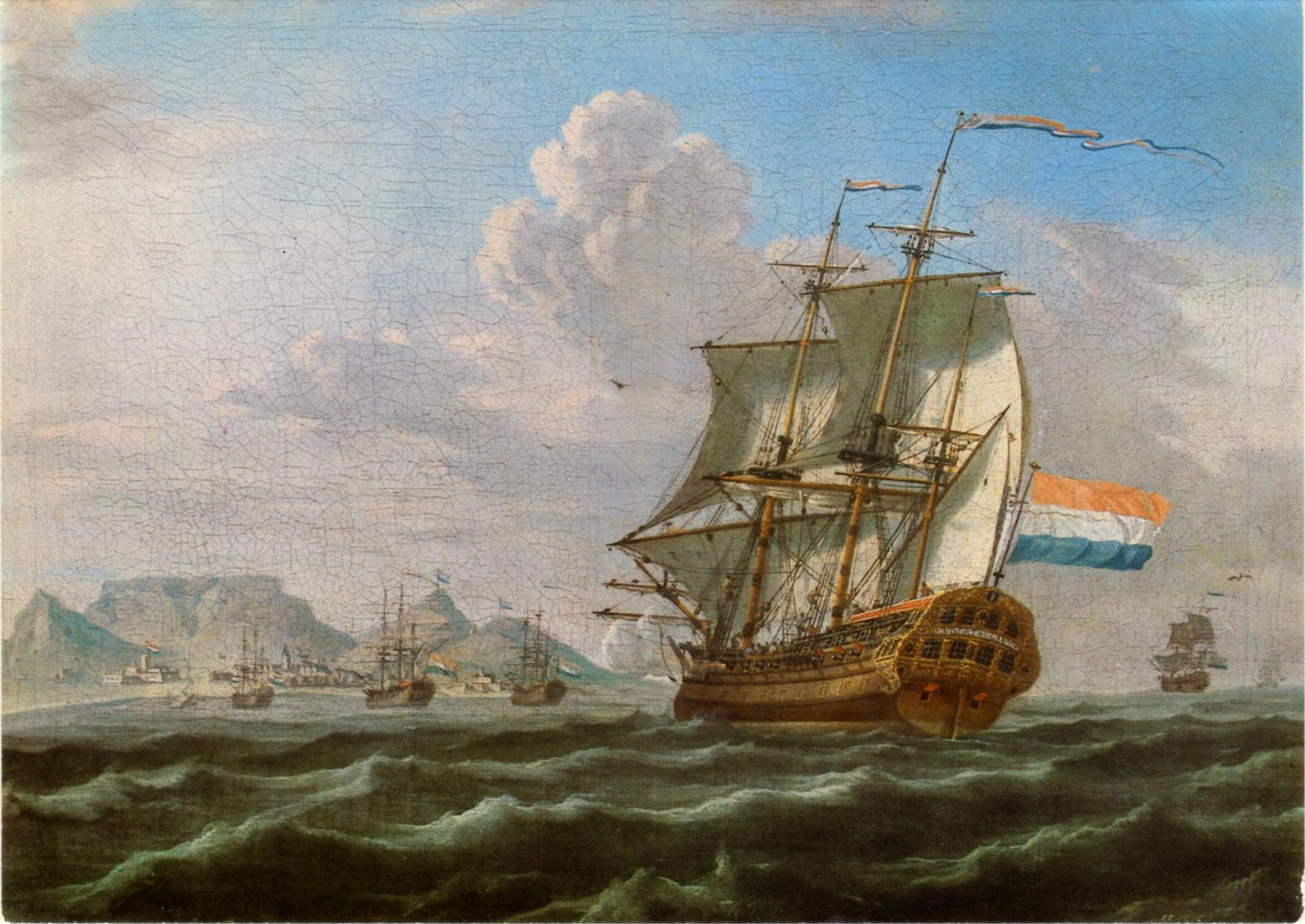
テーブル湾沖のオランダ船（1763年）
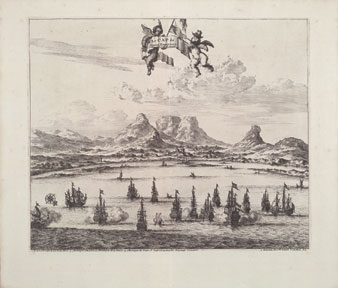
1727年のテーブル湾。背後にテーブルマウンテンが見える
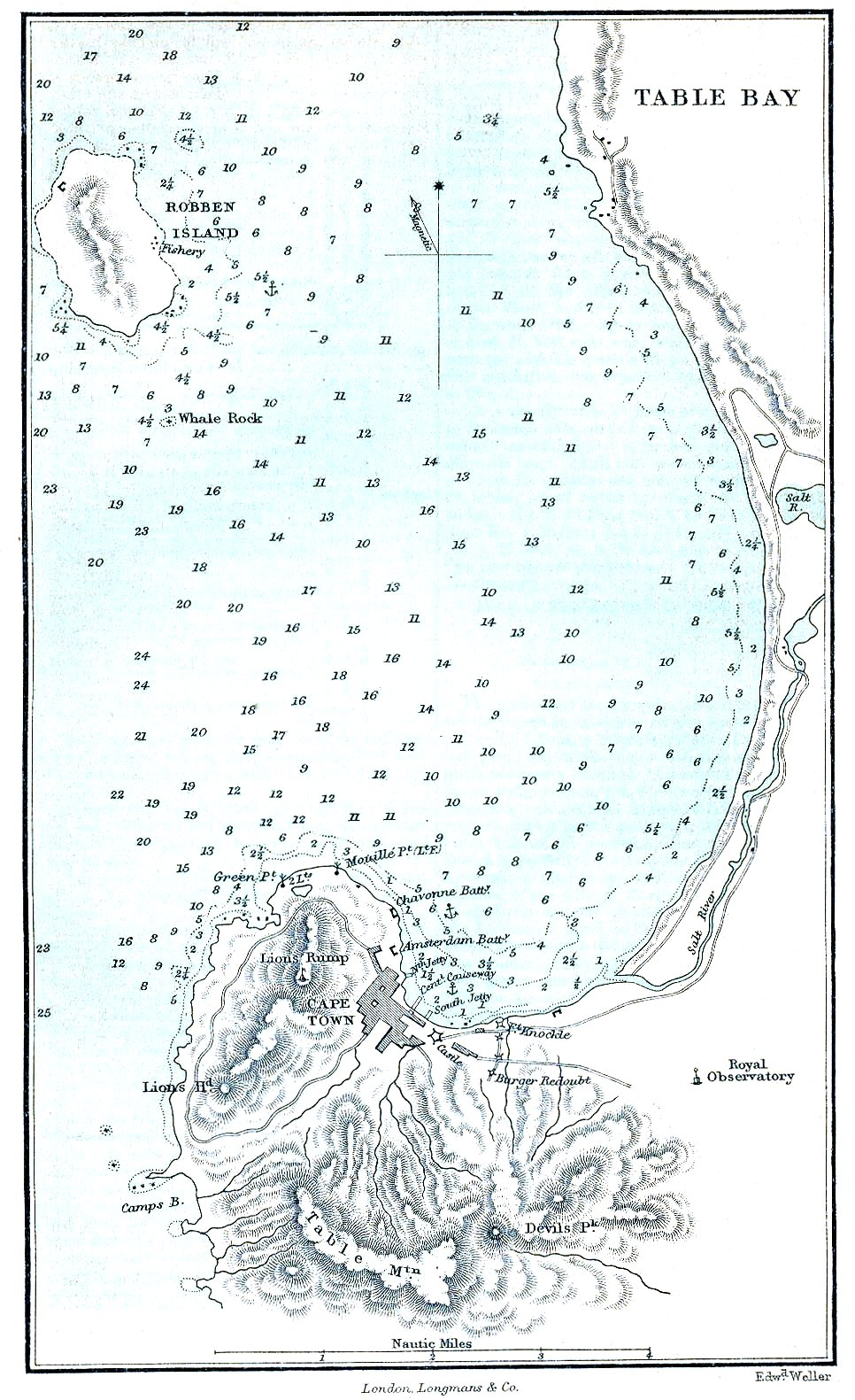
テーブル湾の地図（1882年）
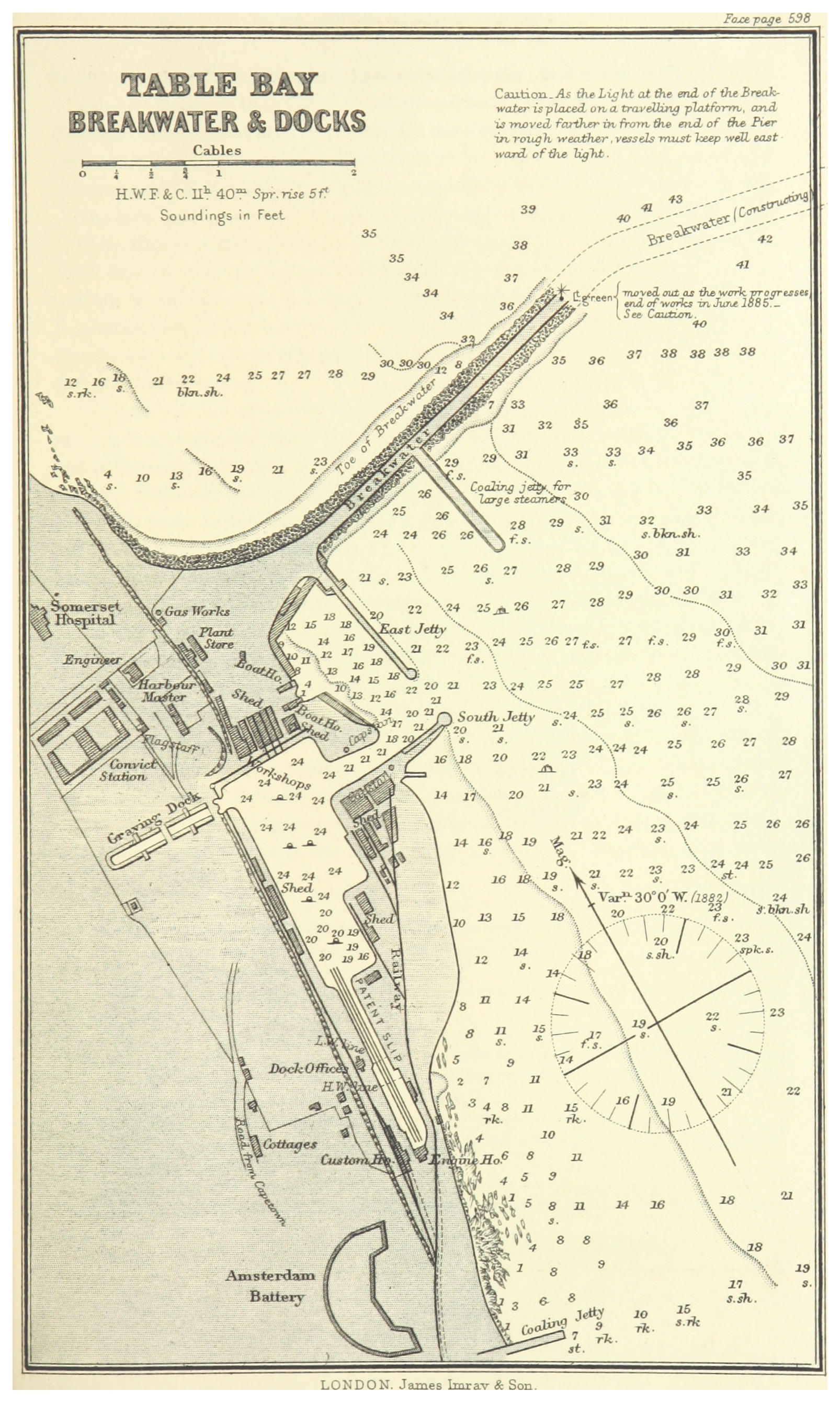
テーブル湾内のドックと設備の位置図（1884年）
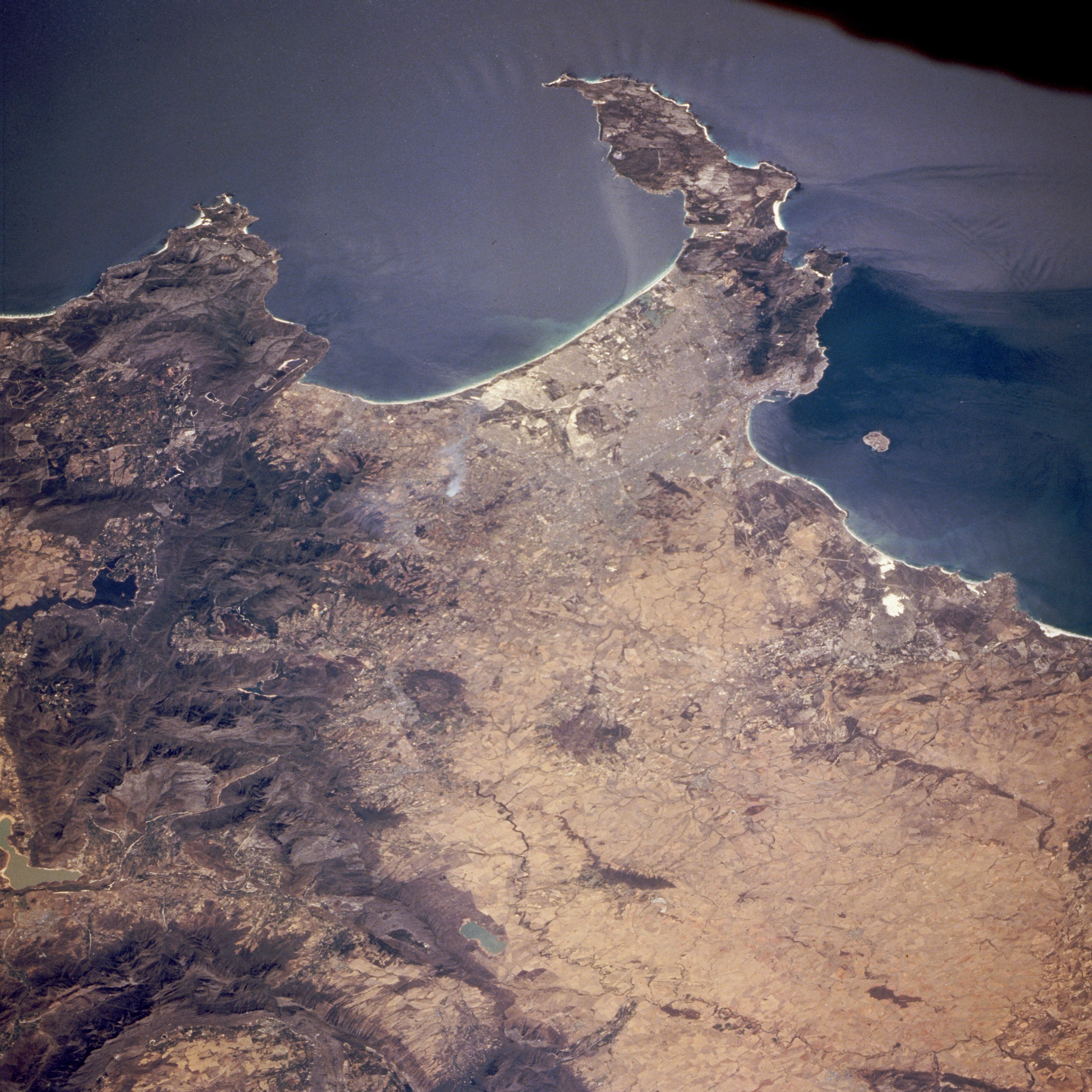
ケープタウンの衛星写真。右側（西側）のくびれている部分がテーブル湾（1995年2月）
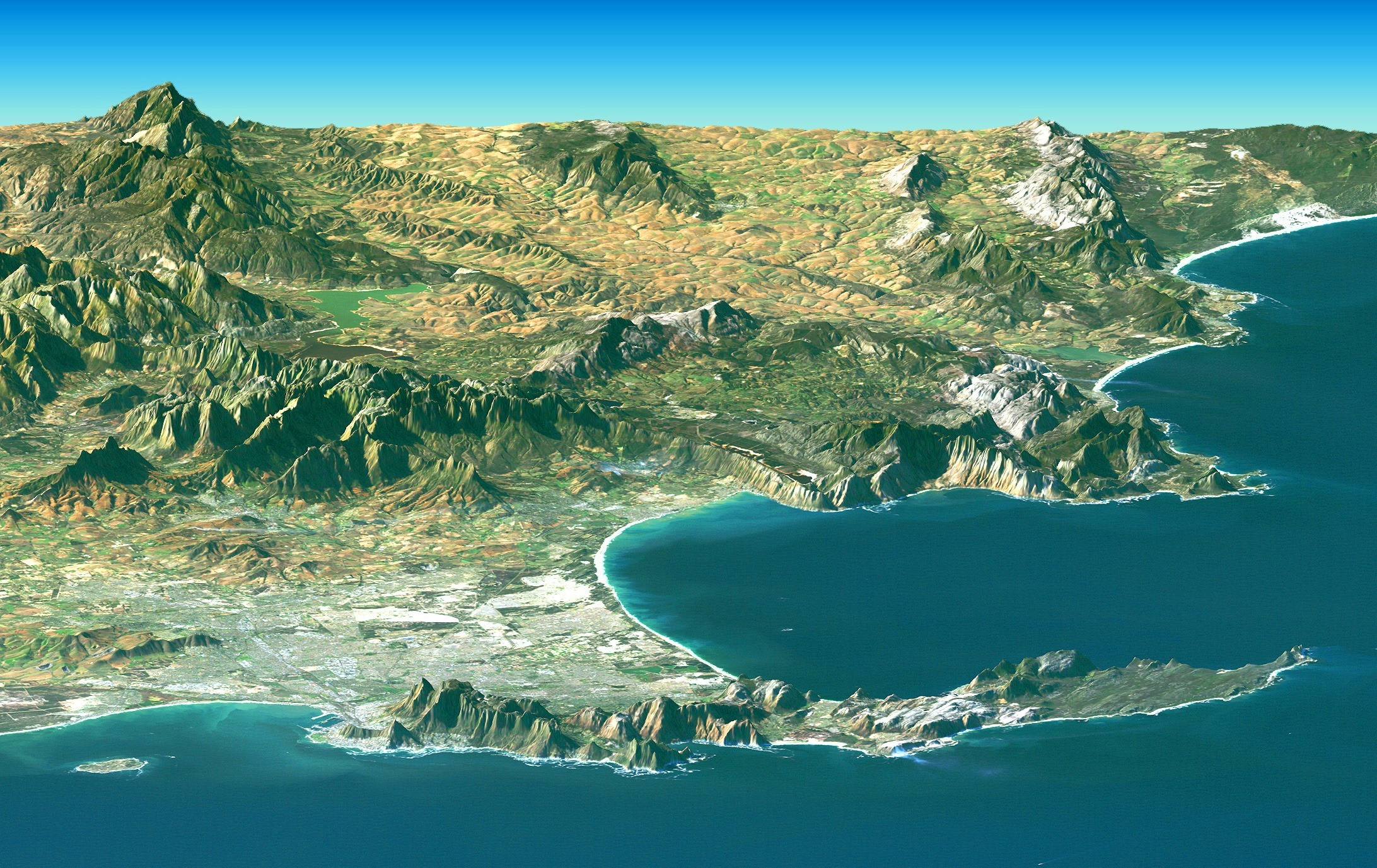
海抜を2倍に強調したケープタウン周辺の合成図
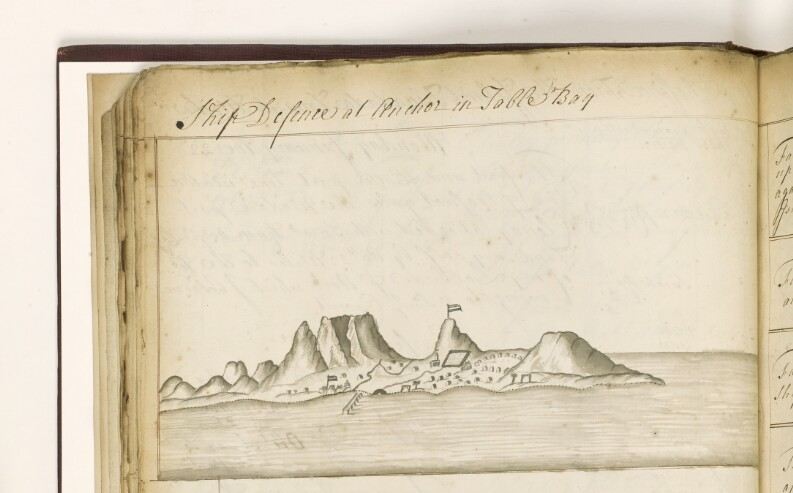
テーブル湾に投錨した東インド会社の船から見たケープタウンの素描（1739年）